# 3-deidro-L-gulonato 2-deidrogenasi
La 3-deidro-L-gulonato 2-deidrogenasi è un enzima appartenente alla classe delle ossidoreduttasi, che catalizza la seguente reazione:
3-deidro-L-gulonato + NAD(P)+ ⇄ (4R,5S)-4,5,6-triidrossi-2,3-diossoesanoato + NAD(P)H + H+